# Ramel Bradley
Ramel Bradley, detto Smooth (New York, 5 febbraio 1985), è un ex cestista statunitense.